# Дарганга
Дарганга (на монголски: Дарьганга) е равнинно-хълмиста и платовидна област в югоизточната част на Монголия и Северен Китай. В релефа преобладават полегатите ували и и ниските единични възвишения. Средна надморска височина: 1300 – 1400 m. Голяма част от повърхността на Дарганга е покрита с млади базалтови лави, на места без почвена покривка, над които се издигат многочислени конуси на угаснали вулкани: Шилийн Богдо Ула (1778 m), Богдо Ула (1750 m), Дзотол Хан Ула (1373 m) и Бабун Обо (1233 m). В низините са разположени солончаци, такири и малки езера, а по перифериите им – обширни пясъчни пространства (пустинята Молцог Елс) на югозапад. Много характерни са сухите древни речни долини. Растителността е представена от пустинни и сухи степи, а край езерата се срещат малки горски площи от бряст и ива.